# Tafonomia

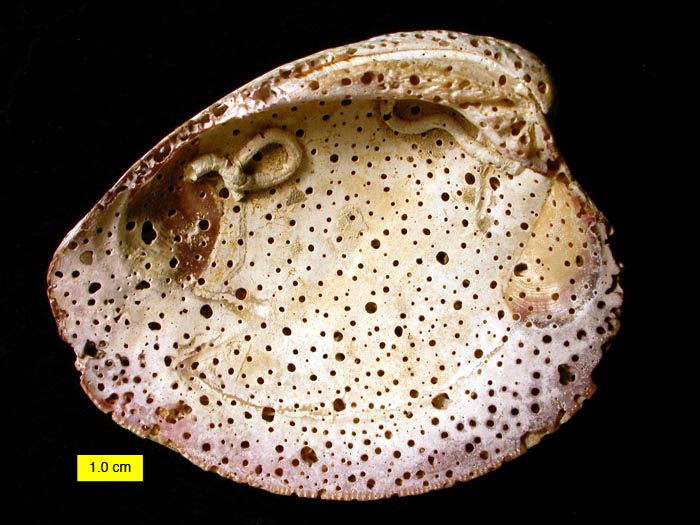

Tafonomia (gr. taphos – pogrzeb, mogiła; nomos – prawo) – nauka badająca pośmiertny los szczątków organicznych, zarówno współczesnych (szczątki subfosylne), jak i kopalnych (skamieniałości). Pojęcie tafonomia wprowadził paleontolog rosyjski Iwan Jefriemow w 1940 roku.
Tafonomia bada wpływ czynników biologicznych (rozkład ciała, bioerozja, bioturbacja), fizycznych (transport, erozja mechaniczna) oraz chemicznych (diageneza) na zachowanie się szczątków organicznych i ich fosylizację oraz powstawanie zespołów pośmiertnych – nekrocenoz.